# Ľubomír Caban
Ľubomír Caban (ur. 13 sierpnia 1980 w Lewoczy) – słowacki hokeista.

## Kariera
- HK Preszów U-18 (1995-1996)
- HK Preszów U-20 (1996-1998)
- HK Preszów (1998-2003)
- HC Koszyce (2003-2005)
- MHC Martin (2005)
- MHK Humenné (2006)
- KTH Krynica (2006-2007)
- Zagłębie Sosnowiec (2007)
- KH Sanok (2007-2008)
- HC 07 Preszów (2009-2010)
- HC 46 Bardejov (2010-2011)
- HC 07 Preszów (2011-2013)
- MHK Humenné (2013-2014)
- HC 07 Preszów (2014)
- MHK Humenné (2014-2015)
- Hk Sabinov (2015-2016)

Wychowanek i zawodnik klubu HC 07 Prešov. W przeszłości zawodnik m.in. HC Koszyce oraz polskich klubów: KTH Krynica, Zagłębia Sosnowiec, KH Sanok (do grudnia 2008).
Brał udział w turnieju zimowej uniwersjady edycji 2001.

## Sukcesy
Reprezentacyjne
- Złoty medal zimowej uniwersjady: 2001